# Knema sessiflora
Espèce
Statut de conservation UICN

 VU  : Vulnérable
Knema sessiflora est une espèce de plantes du genre Knema de la famille des Myristicaceae.